# Fredericka Martin
Fredericka Martin ou Federicka Martin, née le 2 juin 1905 à Cooperstown dans l'État de New York (États-Unis) et morte le 4 octobre 1992 à Cuarnavaca (Mexique), est une infirmière américaine, engagée dans les Brigades internationales en 1937 et 1938. Après son retour en Amérique elle devient ethnographe, écrivaine et historienne dans les îles Aléoutiennes avant de s’installer au Mexique.

## Biographie
Federicka Imogen Martin naît le 2 juin 1905 à Cooperstown. Son père Frederick Martin meurt dans un accident avant sa naissance, et sa mère Lydia Pennington se remarie vers 1909 avec George Wilbur. 
Elle épouse en 1922 Arthur Skakes, dont elle divorce quelques années plus tard.
Elle poursuit en 1925 des études d'infirmière à l’hôpital du Christ de Jersey City, puis exerce comme surintendante de nuit à l'hôpital Crotana de New York. Elle se remarie avec Alexander Cohen en 1929, et en divorce avant 1935. Au début des années 1930, elle s'implique dans le syndicalisme, prend des cours de sciences politiques et apprend le russe et le yiddish.
Elle s'engage dans les Brigades internationales et part pour l'Espagne le 16 janvier 1937. Elle y sert comme infirmière en chef et remplit des fonctions administratives dans la brigade Abraham Lincoln. Elle est affectée à l'hôpital d'El Romeral, puis à Tarancon, puis ouvre en avril l'hôpital américain de Villa Paz à Saelices. Elle rentre aux Etats-Unis le 26 janvier 1938 à bord de l'Aquitania.
En 1940 elle travaille à Greenbelt dans le Maryland. Elle y rencontre Samuel Berenberg, un médecin, qu'elle épouse en 1940 (divorce en 1950). Le couple part sur l'île Saint-Paul dans la mer de Béring. Elle l'y aide à diriger le Fish and Wildlife Hospital, et commence à étudier les Aléoutes. Elle devient la porte-parole et l'avocate de la communauté aléoute locale, un rôle qu'elle assurera pendant près de dix ans. Elle rédige plusieurs monographies sur leur culture et leur histoire et publie un dictionnaire d'aléoute. Une fille, Tobyanne Berenberg, leur naît en 1941. Les menaces d'invasion japonaise la contraignent à rentrer à Seattle en 1942. 
Elle déménage au Mexique en 1950, à Cuernavaca. Elle y rédige des guides touristiques, fait des traductions, enseigne l'espagnol. Dans les années 1960 elle y réunit la documentation en vue d'un livre consacré aux services médicaux des Brigades internationales, resté inachevé. Les documents assemblés sont conservés au fonds d'archives de l'Abraham Lincoln Brigade Association à l'université de New York.
Elle meurt à Cuarnavaca (ou Guadalajara) le 4 octobre 1992,.

## Ouvrages
- Martin, Fredericka I., Before the storm : a year in the Pribilof Islands, 1941-1942, Fairbanks, University of Alaska Press, c2010. xii, 385 p. : ill., maps ; 26 cm.
- Martin, Fredericka I., The hunting of the silver fleece, epic of the fur seal, New York, Greenberg, xxiii, 328 p. plates, port. 21 cm., 1946
- Martin, Fredericka I., Sea bears; the story of the fur seal, Philadelphi, Chilton Co., Book Division, 201 p. illus. 21 cm., 1960
- Toor, Frances et Martin, Fredericka I., Guide to Mexico. New guide to Mexico, including Lower California, New York, Crown Publishers, ix, 342 p. illus., maps. 18 cm., 1967
- Geoghegan, Richard Henry, The Aleut language, the elements of Aleut grammar with a dictionary in two parts containing basic vocabularies of Aleut and English, Washington, Fredericka I. Martiniii, 169 p. 24 cm., 1944

## Hommages
En 1986 elle est faite citoyenne d'honneur de l'île Saint-Paul et docteure honoraire de l'université d'Alaska.